# ブンチューク

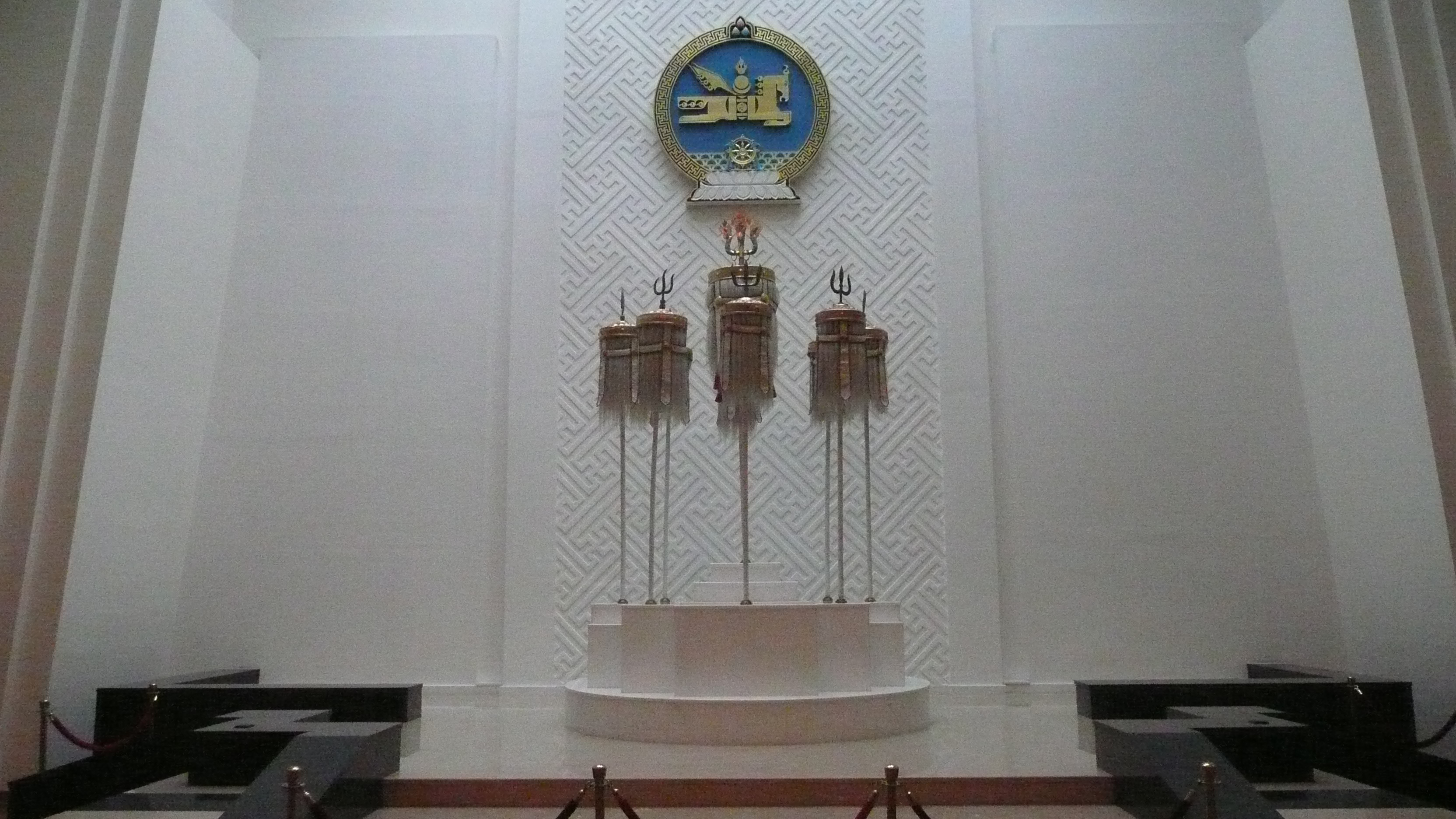
モンゴル国立宮殿での「ツァガアン・トゥグ」展示

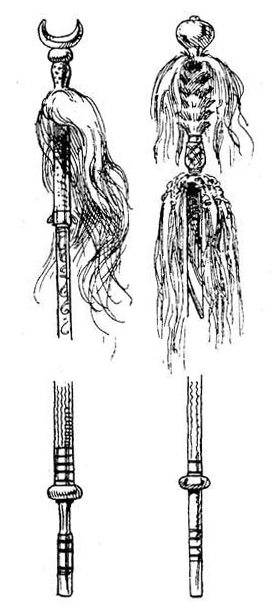
17世紀のオスマン帝国のブンチューク（トゥグ）。

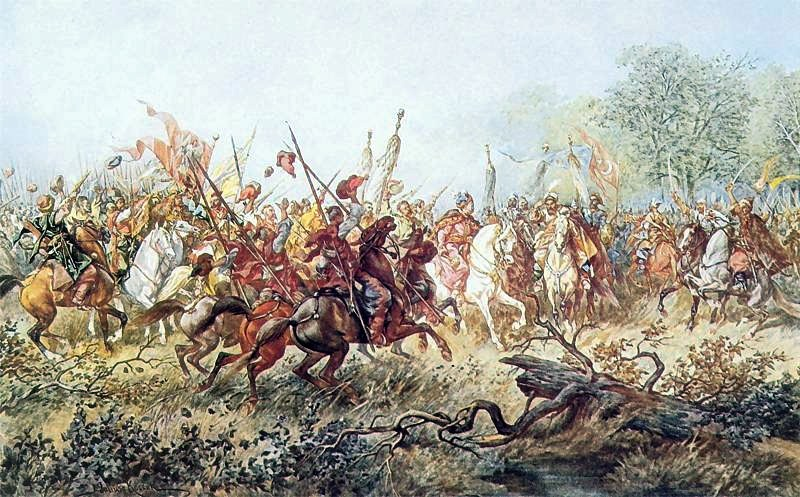
ウクライナ・コサック（左）とクリミア・タタール（右）のブンチューク。

ブンチューク（ウクライナ語:бунчук；クリミア・タタール語:buńczuk；ポーランド語:buńczuk）は、金属製の飾りで竿の先端に馬あるいは犛牛（ヤク）の尻尾を付けて空中に掲げたもの。13世紀から20世紀にかけて東亜、中東、東欧に存在した政治・軍事の権力の標し。日本の馬印に相当する。トゥグやクタスとも呼ばれる。

## 概要
ブンチュークの起源は、南ウクライナの黒海北岸から東満州の平野まで広がる欧亜の草原地帯で活躍した遊牧民にあると考えられている。スキタイ人、サルマタイ人、フン人、アヴァール人、クマン人などの民族は、竿に付けた馬の尻尾のブンチュークのような飾りを、軍旗ないし権力のしるしとして使用していたと推測される。
13世紀にブンチュークの原型と思われるしるしがモンゴル人によって用いられた。そのしるしはトゥグ(туг)と呼ばれ、モンゴル部族を率いる大将の権力のシンボルであった。モンゴル帝国が成立すると、「テリーン・トゥグ」（тэрийн туг）あるいは「ツァガーン・トゥグ」（цагаан туг）と称する大きな9本のトゥグがチンギス・カンの権力と帝国の象徴となった。それらは、三叉戟を頂点に布と黄金で出来た傘のような飾りを以て、馬の尻尾を夫々の9本の竿の先端に付けたものであった。普段その9本のトゥグは、カアンの天幕の前に据えられ、カアンの居場と国内の状況を表していた。トゥグの尻尾の色が白ければ帝国は平和であり、黒ければ帝国が戦時中であることを示していた。
13世紀後半に事実上モンゴル帝国がジョチ・ウルス（東欧）、チャガタイ・ウルス（中央亜）とフレグ・ウルス（中東）、ダイオン・イェケ・モンゴル・ウルス（東亜）に分裂したが、チンギスの後継者たるハンたちはトゥグを使用する習慣を保ち、ハーン（皇帝）と違って8本のトゥグを用いることにした。さらにそのウルスも滅亡したが、それらの後継者であったテュルク系のクリミア・ハン国とオスマン帝国はトゥグを権力の象徴として利用し続けた。クリミア・ハンはチンギスの後継者として8本のトゥグを用い、オスマンのスルタンはその後継者ではなかったため、7本のトゥグを用いた。トゥグとともに軍旗も使用された。
15世紀頃、クリミアのトゥグはブンチュークと、オスマンのトゥグはクタスと呼ばれるようになり、トゥグ自体は形式的変化を遂げた。トゥグの数は馬の尻尾の数に交代され、トゥグの頂点の飾りは黄金の玉あるいはイスラム教のシンボル三日月に変わった。馬の尻尾を付けるところは布で覆われ、鮮やかな赤・青色で塗られて華麗な模様をなす駱駝の毛の糸で固定され、さらに、馬の尻尾自体も様々な色に染めるようになった。それ以後、クリミア・ハーンは8つの尻尾が付くブンチュークを用い、オスマンのスルタンは7つの尻尾が付くクタスを用いた。また、クリミア・ハン国とオスマン帝国の最高権力者のほかに、当国の大臣や司令官などにトゥグを持つことが許され、3つの馬の尻尾は宰相、2つの尻尾は守護、1つの尻尾は総督という官位ごとに馬の尻尾の数を制限する制度が形作られた。トゥグを持つ義務はトゥグ手官という特殊な従士に課せられていた。
16世紀頃、クリミア・ハン国からウクライナ経由でブンチュークの風習がリトアニア大公国とポーランド王国へ伝わった。ポーランドの最高司令官であった大ポーランド・ヘトマン（Hetman wielki koronny）は二つの馬の尻尾で飾ったブンチュークを使用し、彼に次ぐ戦場ヘトマン（Hetman polny koronny）は一つの馬の尻尾を持つブンチュウクを用いていた。ブンチュウクを持つためにブンチューク手官という職も設置され、旗手官にならぶ名誉な称号とされていた。
1576年にポーランド国王ステファン・バートリは、当時ポーランドに従属していたウクライナ・コサックに、戦場での手柄の褒美として一本のブンチュークを下賜した。その行為によってコサックは国家の軍事力として公認され、ブンチュークは「クレイノード」と呼ばれるコサック軍の大切な標章となった。コサックのブンチュークは、約3メートルの竿の先端に1つの白馬の尻尾を紅・黒・白の糸で編んで2つの銀色の房とともに、黄金の玉で固定されるような構造をもっていた。
17世紀からはブンチュークは、ウクライナ・コサックの棟梁ヘーチマンの権力のしるしとなり、ブンチュークの数も増えた。17世紀以降、ヘーチマンは紅竿・黒竿・白竿の大ブンチュークと、自分の権利を分与する標しとして任命ヘーチマン専用のいくつかの小ブンチュークを持っていた。ブンチュークの手入れと移動は、ヘーチマンの半官を勤める軍のブンチューク手官と「ブンチュークの友」と呼ばれるブンチューク手官の部下に任されていた。
18世紀以降、ウクライナ・コサックからの影響でドン・コサックをはじめとするロシア・コサックでもアタマーンの標しとしてブンチュークを使用するようになった。
20世紀になるとブンチュークはほとんど使用されなくなったが、第二次世界大戦前に存在したポーランド共和国の騎兵軍団では軍旗と並んで軍団の標章として短い間で用いられたことがあった。

## 画像

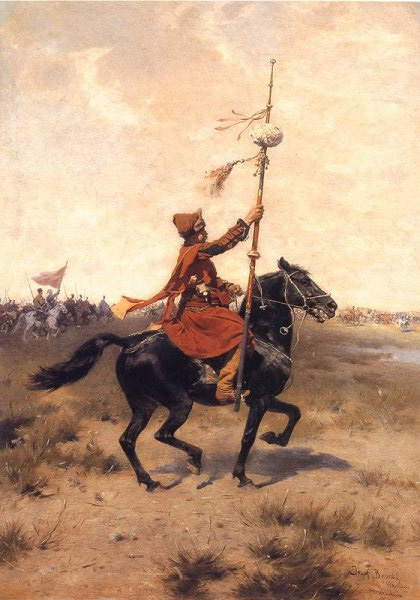
ポーランドのブンチューク手官。
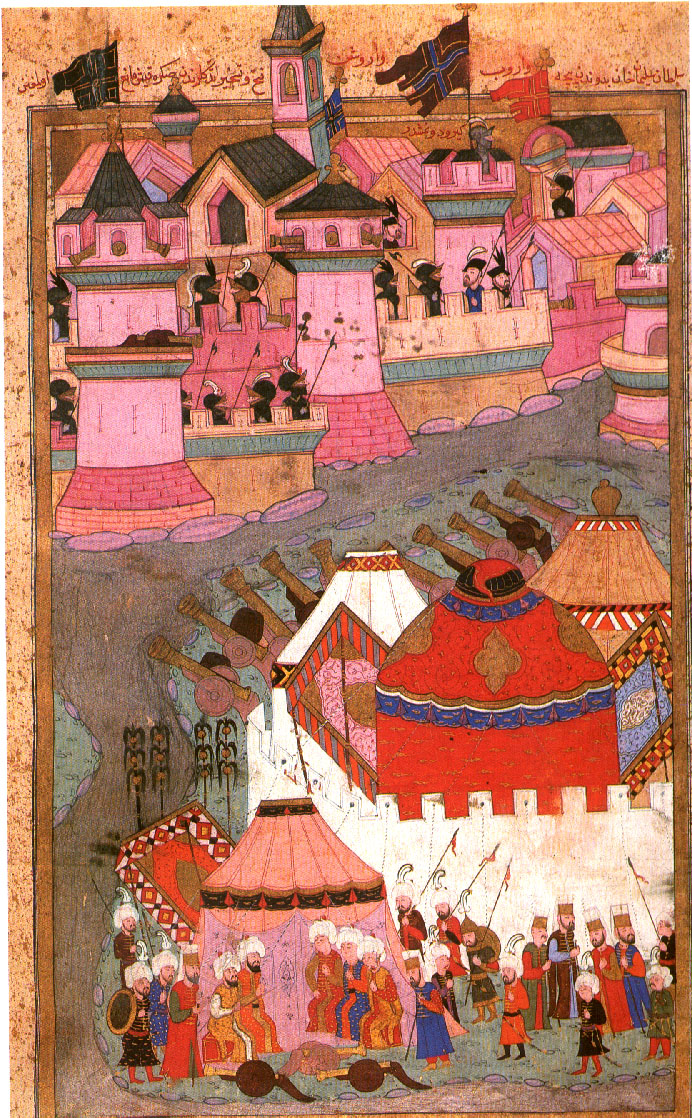
オスマン帝国のトゥグ(左下）。
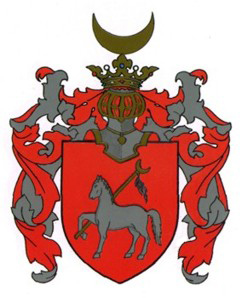
紋章でのブンチューク
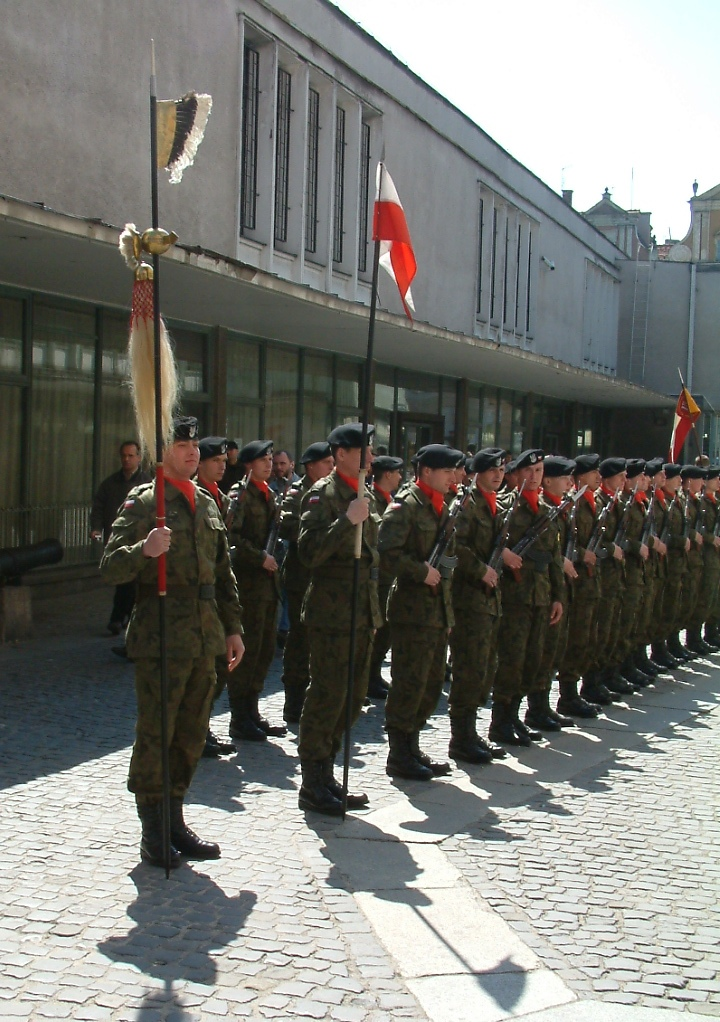
ポーランド軍のブンチューク。

## 注
1. ↑  （ロシア語）Бунчук // Энциклопедический словарь Ф.А. Брокгауза и И.А. Ефрона、（ウクライナ語） Довідник з історії України. За ред. І. Підкови та Р. Шуста. — Київ: Генеза, 1993.
2. ↑  （モンゴル語） Монгол Улсын Төрийн Туг // MongolWiki[リンク切れ] 、Монгол Улсын Төрийн Туг
3. ↑  （ロシア語） Бунчук // Энциклопедический словарь Ф.А. Брокгауза и И.А. Ефрона